# Brumen
Brumen je priimek več znanih oseb v Sloveniji, ki ga je po podatkih Statističnega urada Republike Slovenije na dan 31. decembra 2007 uporabljalo 549 oseb. 

## Znani nosilci priimka
- Andrej Brumen Čop (*1967), slikar
- Anton Brumen (1857 - 1930), pravnik, odvetnik, publicist, dramatik
- Anton Brumen (1901 - ?), dramatik?
- Borut Brumen (1963 - 2005), etnolog in kulturni antropolog
- Boštjan Brumen (*1972), dekan Fakultete za turizem Brežice
- Branko Brumen (*1957), politik
- Fran Brumen (1903 - 1987), zdravik in pisatelj
- Ivan Brumen (1916 - 1985), gostinsko-turistični strokovnjak
- Jože Brumen (1930 - 2000), grafični oblikovalec, profesor ALUO
- Kruno Brumen (1931 - 2009), košarkar, trener, mednarodni košarkarski sodnik
- Marica Brumen (por. Marica Lubej) (1902—1983), operna pevka
- Marko Brumen, odbojkarski trener
- Matija Brumen (*1975), fotograf
- Matjaž Brumen - Matt (*1979), režiser
- Matjaž Brumen (*1982), rokometaš
- Milan Brumen (*1951), fizik
- Mirko Brumen (1926 - 2019), agronomski šolnik, vinogradniški strokovnjak
- Natalija Brumen (*1974), pisateljica, dramatičarka, teologinja
- Nikica Brumen (1929 - 2001), bibliotekarka, bibliografka
- Niko Brumen (*1943), pesnik in pisec aforizmov
- Peter Brumen (*1944), košarkar, trener
- Tjaša Brumen (*1996), judoistka
- Vinko Brumen (1909 - 1993), filozof